# DREAMANIA DREAMS COME TRUE 〜SMOOTH GROOVE COLLECTION〜
『DREAMANIA DREAMS COME TRUE 〜SMOOTH GROOVE COLLECTION〜』（ドリマニア ドリームズ カム トゥルー スムース グルーブ コレクション）は、2004年1月9日にリリースされたDREAMS COME TRUEのコンピレーション・アルバム（コレクション・アルバム）である。

## 概要
- 『DREAMAGE-DREAMS COME TRUE “LOVE BALLAD COLLECTION”』に続き、DREAMS COME TRUE15周年を記念したアルバム第2弾。
- DREAMS COME TRUEのポップ曲・ダンスナンバーを集めたアルバムである。一部の曲を除き、アルバム初収録となるシングルバージョンが収録されている。
- 初回プレス分のみクリアスリーブケース仕様。

## 収録曲

### DISC 1
1. よろこびのうた
2. ROMANCE
シングルバージョンは、本人公認アルバムとしては今回が初収録となる。
3. 24/7 -TWENTY FOUR/SEVEN-
4. 決戦は金曜日 (Version of "THE DYNAMITES")
5. flowers
6. go on, baby!
7. スキスキスー♥
8. みつばち
9. 誘惑 ～album mix～
10. make me your own
11. そんなの愛じゃない
12. PEACE!

### DISC 2
1. Eyes to me
アルバム収録は『MILLION KISSES』以来実に12年振り、シングルバージョンは、本人公認アルバムとしては今回が初収録となる。
2. うれしい!たのしい!大好き! ('EVERLASTING' VERSION)
3. 朝がまた来る
シングルバージョンは初収録。
4. SNOW DANCE
シングルバージョンは初収録。
5. なんて恋したんだろ
6. いつのまに
シングルバージョンは初収録。
7. ごめんねDJ
8. そうだよ ～album mix～
9. 夢で逢ってるから
10. あはは
11. go for it!
12. you go girl!/FUNK THE PEANUTS rated R
BONUS TRACK
DREAMS COME TRUE名義の曲ではないがボーナス・トラックとしてアルバム初収録された。